# Очевидець (фільм, 1981)
Очевидець (англ. Eyewitness) — американський трилер 1981 року.

## Сюжет
Нью-Йоркський прибиральник Деррілл Дівер таємно закоханий у тележурналістку Тоні. Одного разу в будівлі відбувається вбивство високопоставленого в'єтнамця, підозрюваного у зв'язках зі злочинним світом. Для висвітлиння подій на місце злочину прибуває Тоні. Щоб познайомитися з нею Деррілл, який знайшов труп, заявляє поліції, що бачив убивцю. Журналістка зацікавлюється молодим чоловіком і зав'язує з ним близькі стосунки, щоб вивідати побільше. Але цим Деррілл так само привернув увагу до себе також поліції та справжніх убивць.

## У ролях
| Актор             | Роль               |
| ----------------- | ------------------ |
| Вільям Герт       | Дерілл Дівер       |
| Сігурні Вівер     | Тоні Соколов       |
| Крістофер Пламмер | Джозеф             |
| Джеймс Вудс       | Альдо Мерсер       |
| Айрін Ворт        | місіс Соколов      |
| Кеннет Макміллан  | містер Дівер       |
| Памела Рід        | Лінда Мерсер       |
| Альберт Полсен    | містер Соколов     |
| Стівен Гілл       | лейтенант Джейкобс |
| Морган Фрімен     | лейтенант Блек     |
| Еліс Драммонд     | місіс Юніс Дівер   |